# (36259) 1999 XM74
1999 XM74 (asteroide 36259) é um asteroide troiano de Júpiter. Possui uma excentricidade de 0.09360650 e uma inclinação de 18.85371º.
Este asteroide foi descoberto no dia 7 de dezembro de 1999 por LINEAR em Socorro.